# Kodila
Kodila – wieś w Estonii, prowincji Rapla, w gminie Rapla.